# Bezgwiezdne Morze
Bezgwiezdne Morze (ang. The Starless Sea) – amerykańska powieść fantastyczna z 2019, wydana przez Doubleday (USA) oraz Harvill Secker (na terenie Wielkiej Brytanii). Została napisana przez Erin Morgenstern. Znalazła się na trzecim miejscu listy bestsellerów „The New York Times”. Pojawiła się również na listach bestsellerów „Los Angeles Times” i „The Sunday Times”. Zdobyła Dragon Award w kategorii najlepsza powieść fantasy. W Polsce została wydana przez Świat Książki 14 października 2020 w tłumaczeniu Patryka Gołębiowskiego.

## Fabuła
Zachary Ezra Rawlins studiuje nowe media i spędza długie godziny w bibliotece. Pewnego dnia znajduje w niej książkę, której nie ma w bibliotecznym katalogu. Wraz z pracownicą tego miejsca rozpoczyna prywatne śledztwo, chcąc dowiedzieć się, skąd ta pochodzi. Wkrótce odkrywa, że książką zainteresowany jest nie tylko on.